# Республиканский союз (Колумбия)
Республиканский союз (исп. Unión Republicana) — центристская политическая партия в Колумбии, существовавшая в 1909—1921 годах. Была основана в 1909 году как политическая коалиция, к которой присоединились некоторые члены либеральной и консервативной партий. Вначале они пытались вести переговоры с президентом Рафаэлем Рейесом, но когда не нашли у него поддержки, стали выступать против консервативного правительства Рейеса и его либерального министра Рафаэля Урибе Урибе.

## История
Республиканский союз был основан 13 марта 1909 года, когда беспорядки вынудили правительство Рафаэля Рейеса объявить досрочные выборы в Конгресс. Затем 26 марта «группа из более чем пятисот граждан» либеральной, консервативной и национальной партий по призыву Николаса Эсгерры и Кармело Аранго подписалась под поручением бывшему президенту генералу Гильермо Кинтеро Кальдерону создать центр, отвечающий за руководство избирательной работой для выборов нового Конгресса. Они образовали Республиканскую хунту, которая позже стала Республиканским союзом.
Республиканская хунта в своем декрете призывала своих последователей проявлять уважение к властям, соблюдать законность и способствовать поддержанию порядка. Как следствие этого 3 апреля президент Рейес поздравил хунту «за её замечательный и патриотический «Циркуляр о выборах»..., который явился доказательством того, что практика демократической, христианской и упорядоченной Республики, основой которой является всенародное голосование, являртся основой национальной жизни».
Республиканский союз получил большинство в Национальном Учредительном собрании 1910 года. На президентских выборах того же года кандидат партии Карлос Эухенио Рестрепо был избран президентом Впоследствии Рестрепо написал свою политическую автобиографию под названием «Республиканская ориентация», где представил многие идеи движения, которое он возглавлял.
Со временем партия потеряла силу, а её активные члены были вынуждены вернуться в партиям, из которых ранее ушли. Администрация Марко Фиделя Суареса в одном из своих указов окончательно запретила его.

## Участие в выборах
Республиканский союз участвовал в президентских выборах 1914 и 1918 годов. Однако они не получили существенной поддержки в прямых выборах. Кроме этого, некоторые действия президента Рестрепо повлияли на последующее ослабление влияния партии. 
| Выборы | Кандидат          | % голосов получено |
| ------ | ----------------- | ------------------ |
| 1914   | Николас Эсгерра   | 10,89%             |
| 1918   | Гильермо Валенсиа | 40,9%              |